# Eucyclops miracleae
Eucyclops miracleae is een eenoogkreeftjessoort uit de familie van de Cyclopidae. De wetenschappelijke naam van de soort is voor het eerst geldig gepubliceerd in 2010 door Alekseev.